# Juskova Voľa
Juskova Voľa és un poble i municipi d'Eslovàquia. Es troba a la regió de Prešov, al nord del país.

## Història
La primera referència escrita de la vila data del 1390.

## Demografia
| Godina             | 1994 | 2004    | 2014   | 2024    |
| ------------------ | ---- | ------- | ------ | ------- |
| Nombre de persones | 278  | 315     | 320    | 287     |
| Diferència         |      | +13,30% | +1,58% | −10,31% |

| Godina             | 2023 | 2024   |
| ------------------ | ---- | ------ |
| Nombre de persones | 288  | 287    |
| Diferència         |      | −0,34% |